# Тепловая
Тепловая — посёлок в Кировградском муниципальном округе Свердловской области России.

## Географическое положение
Посёлок Тепловая расположен в центральной части Кировградского муниципального округа, в 8 километрах по прямой и в 11 километрах по автодороге к северо-западу от города Кировграда, на левом берегу реки Тагил (правого притока реки Туры).

## Население
| 2002 | 2010 |
| ---- | ---- |
| 24   | ↘19  |